# Johannes XXIII. – Für eine Welt in Frieden
Johannes XXIII. – Für eine Welt in Frieden (Originaltitel: Il papa buono) ist ein italienischer Film aus dem Jahr 2004. Er handelt vom Papst Johannes XXIII., der von 1958 bis 1963 Oberhaupt der römisch-katholischen Kirche war.

## Handlung
2. Juni 1963 Papst Johannes XXIII. liegt im Sterben. Kardinal Mattia Carcano versucht zunächst vergeblich, zum Sterbenden vorzudringen. Als ihm das nicht gelingt, beginnt er einen Abschiedsbrief an den Papst zu schreiben. Nun folgt eine kurze Einführung, wie der Bauernjunge Roncalli auf das Priesterseminar kam. Dort lernten sich Carcano und Roncalli kennen. Sie waren eng befreundet und mit ihnen beiden auch ein weiterer Seminarist, Nicola Catania. Nicola, ein freidenkender philosophisch interessierter junger Mann, wird nach mehreren Vorfällen in ein anderes Seminar strafversetzt, während Roncalli, der diesen nicht aufhört zu verteidigen, mittlerweile zum Priester geweiht wird. Trotz des Angebots Mattias, dessen Onkel Kardinal in der Kurie ist, ihm dort eine Stelle zu verschaffen, lehnt er ab und geht zurück in sein Heimatdorf. Man erfährt nun über die weiteren Stationen im Leben des Angelo Roncalli: Über seine Tätigkeit als Sekretär des Bischofs Radini Tedeschi, seine Zeit als Bischof in Ankara sowie über die Zeit als Patriarch in Venedig.
Bald gerät auch Angelo in die Kritik seiner Kirche: Als er als junger Sekretär des Bischofs von Bergamo bei einem Streik den Dialog mit den demonstrierenden Arbeitern sucht, wird ihm fehlende Distanz zu politischen Aufrührern vorgeworfen. Mattia erhält von seinem konservativen Onkel, einem katholischen Würdenträger, den eindringlichen Rat, den Kontakt zu Angelo Roncalli zu meiden. Mattia fügt sich und verrät so den Freund zum ersten Mal – um seiner Karriere willen.
Als Roncalli einmal zu einer Anhörung im Vatikan erscheinen muss, trifft er sich zuvor mit Nicola, welcher mittlerweile auch Priester ist, dem aber die Lehrbefähigung entzogen wurde.
Er verabschiedet sich jedoch vor den Mauern des Vatikans, da es für Roncalli nicht gut wäre, wenn man ihn mit Catania im Vatikan sehen würde.
Als Roncalli Patriarch von Venedig ist, erhält er Besuch von Mattia Carcano, welcher von Papst Pius XII. geschickt wurde, um mit Roncalli einige seiner Handlungen zu besprechen.
Zuvor trifft Mattia Nicola, welcher keine priesterlichen Gewänder mehr trägt, da er exkommuniziert wurde und es ihm von nun an verboten ist, je wieder einen Fuß in eine Kirche zu setzen. Nicola möchte Kontakt zu Angelo aufnehmen und händigt Mattia einen Brief aus, den dieser an Roncalli weiterzuleiten verspricht, was er allerdings unterlässt.
Als Angelo Roncalli am 28. Oktober 1958 zum Papst gewählt wird und Kardinal Mattia Carcano seinen Namen verkündet, ist auch Nicola unerkannt in der Menge am Petersplatz.
Nun folgen die wesentlichen Ereignisse im Pontificat Johannes XXIII. (Zweites Vatikanisches Konzil, Besuch eines Gefängnisses, Kuba-Krise).
Zuletzt befindet man sich wieder in der Gegenwart, als bekannt wird, dass der Papst die Kardinäle am Krankenbett empfangen möchte. Als Carcano darauf wartet, vorgelassen zu werden, verständigt ihn ein junger Priester, dass am Eingang jemand seine Anwesenheit verlange. Es ist Nicola, der wissen möchte, wie es Angelo Roncalli geht. Carcano gesteht ihm, dass er ihm seinen Brief nie ausgehändigt habe, und weint bitterlich. Nicola fragt, ob Mattia Angelo noch einmal für ihn umarmen könnte. Mattia bejaht dies und bittet Nicola, auch ihn zu umarmen, da er einsieht, wie er die Freundschaft verraten hatte.
Als Johannes XXIII. stirbt, beenden Originalaufnahmen von 1963 den Film.

## Kritiken
„Stationen im Leben Angelo Roncallis, der als Papst Johannes XXIII. ein wichtiger Reformer der katholischen Kirche wurde, entfalten sich in einem Bilderbogen, der trotz der Einspielung von Dokumentaraufnahmen keine realistische Darstellung einer außergewöhnlichen Biografie ist, sondern ein Dokument der Huldigung. Der gefühlsbetonte, phasenweise kitschige Film zeugt von großer Bewunderung für einen Papst, der mit seiner menschenfreundlichen Art die Herzen aller gewann. Dessen Leistung für die Weltkirche (Einberufung des 2. Vatikanischen Konzils; Öffnung der Kirche über alle ideologischen Grenzen hinweg) kommt dabei entschieden zu kurz.“

## Kommentar
Der Film ist im Originalformat (auch in Deutsch) eine Miniserie in 2 Teilen mit einmal etwa 97 und nochmal 92 Minuten Länge.
Viele sowohl originale als auch nachgestellte Aufnahmen mit Sedia gestatoria und goldenen Gewändern des Papstes stellen die Gepflogenheiten im Vatikan in der Zeit vor dem Zweiten Vatikanischen Konzil dar.
Auch die zu Beginn des Filmes den Petersplatz befahrenden Autos sind eine Erinnerung an vergangene Zeiten.